# Cerocala perorsorum
Cerocala perorsorum är en fjärilsart som beskrevs av Turati 1924. Cerocala perorsorum ingår i släktet Cerocala och familjen nattflyn. Inga underarter finns listade i Catalogue of Life.